# Prandium
Prandium – posiłek w starożytnym Rzymie, odpowiednik współczesnego drugiego śniadania lub lunchu. Był to posiłek bez konieczności mycia rąk i dlatego często był jedzony w ogrodzie. Używano noży, a nie widelców, jedzono lewą ręką, którą nacierano uprzednio suchą żywicą. Prandium składało się z: zimnych mięs i ryb (z ceny dnia poprzedniego), salami, sałatek, jaj oraz wina.
Jedzenie obfitego prandium było uważane za popis złego smaku.